# Luciana de Abreu
Luciana de Abreu (Porto Alegre, 11 de julho de 1847 – Porto Alegre, 13 de junho de 1880) foi uma poetisa e professora brasileira. Pioneira da luta pela emancipação da mulher no Rio Grande do Sul

## Biografia
Abandonada na roda dos expostos da Santa Casa de Misericórdia de Porto Alegre logo depois de seu nascimento, Luciana de Abreu foi adotada dias depois por Gaspar Pereira Viana e por sua esposa. Ele trabalhava como guarda-livros da casa comercial de Pôrto Irmãos.
Cresceu na família Viana e, em 1867, casou-se com João José Gomes de Abreu. Tiveram dois filhos, Maria Pia e Teófilo. Entrou, depois, para a Escola Normal, criada em 1869, e ao concluí-la conseguiu ingressar no magistério provincial.
Escritora, Luciana se distinguiu nos meios culturais e nos saraus literários, tendo sido convidada para ingressar na Sociedade Partenon Literário. Foi a primeira mulher a entrar, no Brasil, para uma sociedade literária, bem como a primeira mulher que subiu à tribuna para expor suas ideias, entre as quais a da emancipação da mulher.
Faleceu aos trinta e três anos de idade, vítima de tuberculose.
Dante de Laytano reuniu, em 1949, vários de seus poemas em três volumes, sob o nome de Preleções.